# Florencio Varela partido
Florencio Varela egy partido Argentína középpontjától keletre, Buenos Aires tartományban. Székhelye San Juan Bautista.

## Népesség
A partido népessége a közelmúltban a következőképpen változott:
| Év   | Lakosság |
| ---- | -------- |
| 2001 | 346 218  |
| 2010 | 426 005  |